# Gnomidolon pallidicauda
Gnomidolon pallidicauda es una especie de escarabajo longicornio del género Gnomidolon, categorizada en la tribu Hexoplonini, de la subfamilia Cerambycinae. Fue descrita por Gounelle en 1909.

## Descripción
Mide 5,5-8,4 mm de longitud.

## Distribución
Se distribuye por Bolivia, Brasil, Paraguay y Perú.